# Mon (Grisons)
Pour les articles homonymes, voir Mon.
 Mon est une localité et une ancienne commune suisse du canton des Grisons, située dans la région d'Albula.

## Histoire
Le 1er janvier 2015, elle a fusionné avec ses voisines d'Alvaschein, Alvaneu, Brienz/Brinzauls, Stierva, Surava et Tiefencastel au sein de la nouvelle commune d'Albula/Alvra.